# Hippeastrum arboricola
Hippeastrum arboricola é uma planta bulbosa herbácea florida da família Amaryllidaceae, encontrada na Argentina.

## Taxonomia
Descrito por Meerow em 1974